# Тюрингское нагорье

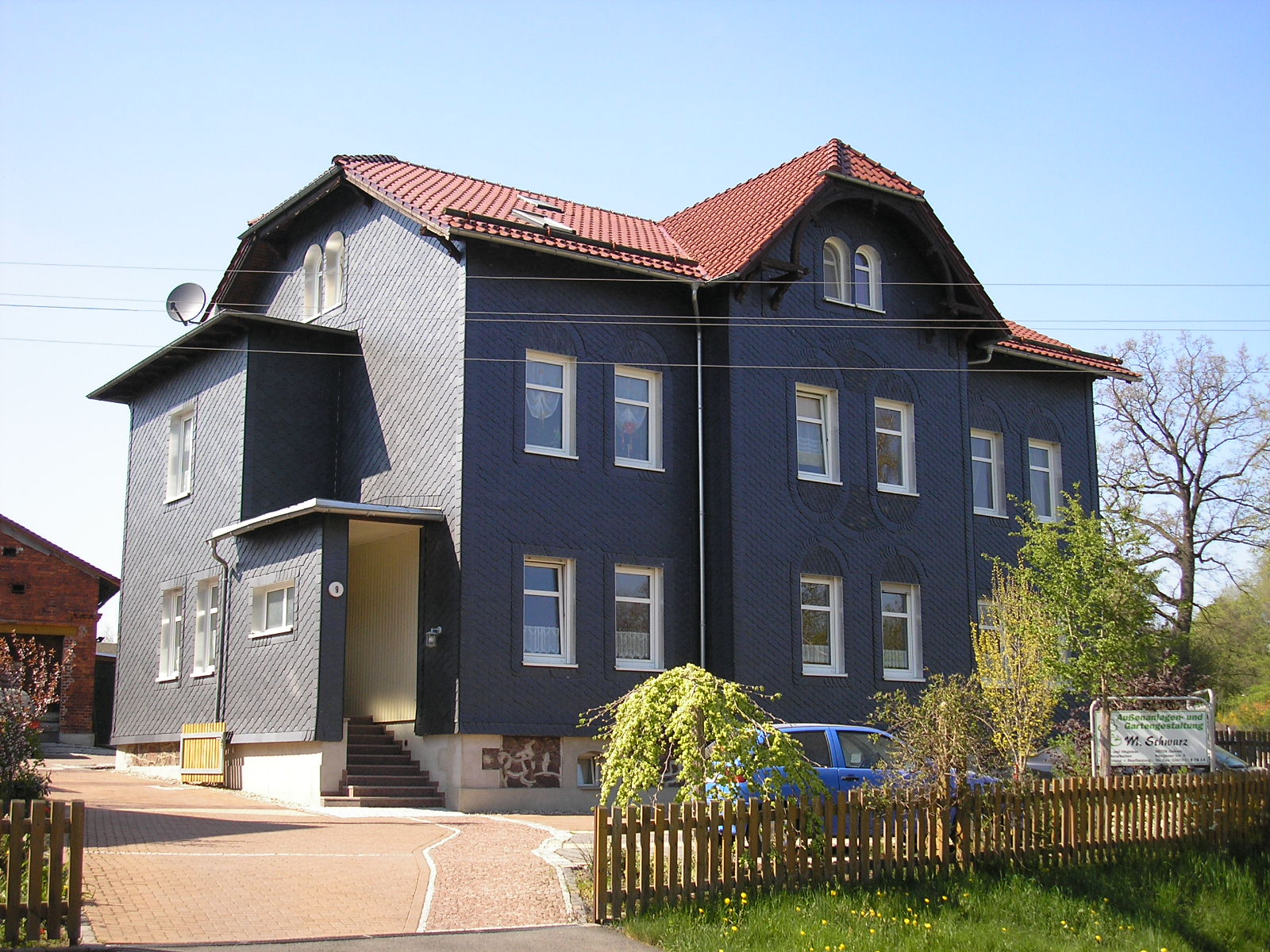
Дом в Герене, построенный из сланца. Такие дома характерны для многих деревень Тюрингского нагорья

Тюрингское нагорье, Тюрингские Сланцевые горы (нем. Thüringer Schiefergebirge, Thüringisches Schiefergebirge) — невысокий горный массив в немецкой земле Тюрингия.

## География
Тюрингское нагорье представляет собой плато шириной около 20 км. На юго-западе граничит с Тюрингенским Лесом. Имеет уклон на юго-восток в сторону долины реки Зале в районе Зальской плотины. Территория нагорья частично входит в национальные парки «Тюрингенский лес» и «Тюрингские сланцевые горы и Верхняя Зале».
Крупнейшими городами Тюрингского нагорья являются Зальфельд и Бад-Бланкенбург, которые расположены у северной границы, Нойхаус-ам-Реннвег — в самом высоком районе и Бад-Лобенштайн — на восточной окраине (где нагорье переходит во Франконский Лес).
Тюрингское нагорье подразделяется на четыре меньших региона:
- долина в верховьях Зале
- озеро Плотен
- высокие сланцевые горы
- Зормиц-Шварца

Сланцевые горы Фогтланда и Тюрингского нагорья тянутся от Тюрингенского леса до Рудных гор. Их высота от 300 до 500 м, склоны пологие. Горы образуют хребет Среднегерманской возвышенности и простираются примерно на 75 км с востока на запад и 50 км с севера на юг. Типичными чертами ландшафта являются пики долерита или Kuppen (например, Пёльде или Хюбель) с лесистыми гребнями. Вулканический долерит твёрже, чем окружающие породы, что объясняет характерный вид этих пиков.

## Геология

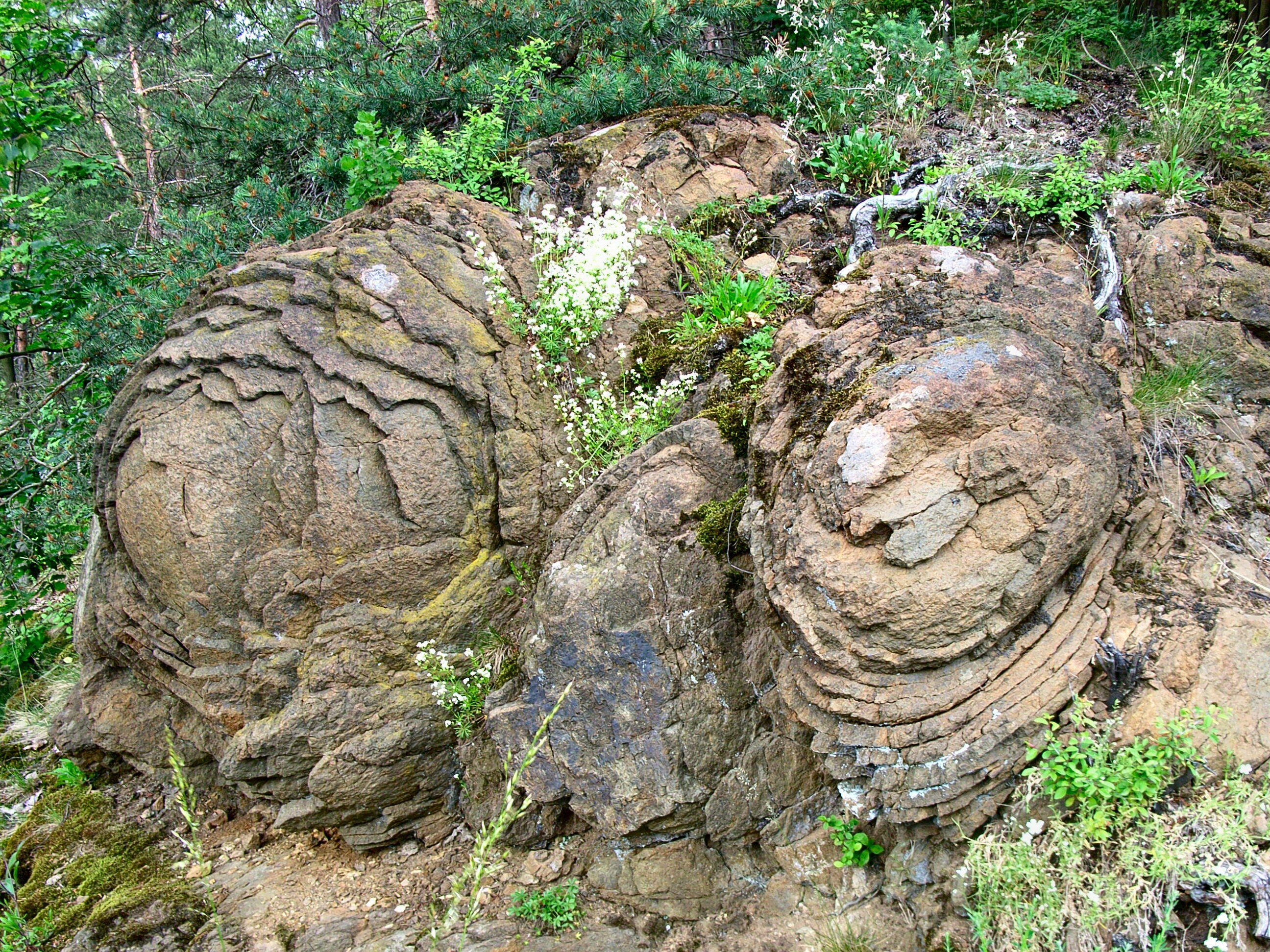
Каменная Роза — долеритовая скала недалеко от Зальбург-Эберсдорфа

Как следует из названия, Тюрингские сланцевые горы в основном состоит из сланцев. Хотя этот регион был сформирован аналогично Гарцу, в нем отсутствуют резкие перепады, вызванные линиями разломов. Почти на всем протяжении область постепенно переходит в окружающую равнину. Найденные здесь породы относятся к палеозойской эре, то есть к ордовикскому, силурийскому, девонскому периодам и нижнему карбону. Наиболее важные из них:
- глинистый сланец;
- алауншифер;
- радиолярит;
- известняк;
- песчаник;
- граувакка;
- долерит;
- спилит;
- вулканические конгломераты.

Карстообразующий и, следовательно, пещерообразующий известняк встречается только на нескольких небольших изолированных участках, вследствие чего количество пещер очень мало.

## Реки и гидроэнергетика
В долине Зале находятся две крупнейшие в Германии плотины, образующие водохранилища Хоэнварте и Бляйлох. В долине Шварцы находится гидроаккумулирующих электростанций Гольдисталь, открытая в 2003 году и являющаяся одной из крупнейших в Европе.

## Горы и холмы
Долины рек Шварца и Зале имеют крутые склоны, перепад высот между вершинами холмов и ложем долин часто достигает 300 м и более, что для гор такого размера весьма существенно. Высочайшая точка Тюрингского нагорья — Гроссер Фармденкопф (869 м).